# 10506 Rydberg
10506 Rydberg eller 1988 CW4 är en asteroid i huvudbältet som upptäcktes den 13 februari 1988 av den belgiske astronomen Eric W. Elst vid La Silla-observatoriet. Den är uppkallad efter den svenske fysikern Janne Rydberg.
Asteroiden har en diameter på ungefär 13 kilometer.